# Adolf Čech
Adolf Čech pseudonimo di Adolf Jan Antonín Tausik (Sedlec-Prčice, 11 dicembre 1842 – Praga, 27 dicembre 1900) è stato un direttore d'orchestra ceco.

## Biografia
Studiò dapprima ingegneria a Praga ma poi preferì gli studi musicali. Direttore dell'orchestra del Teatro ceco di Olomouc, dal 1876 divenne direttore del Teatro Nazionale di Praga, dove eseguì la prima assoluta delle opere di Smetana (che gli scrisse una lettera di ringraziamento). Assistente di Smetana e di Antonín Dvořák, nel 1876 eseguì la prima assoluta del Bacio di Smetana, nel 1882 la prima al di fuori dalla Russia dell'opera di Čajkovskij La Pulzella d'Orléans, in presenza del quale, il 30 settembre 1892, diresse a Praga la prima de La regina di spade.
Sono rimaste cinque lettere a lui inviate da Čajkovskij dal 1888 al 1891.